# Пиногощи
Пиногощи — деревня в Лихославльском районе Тверской области, входит в состав Микшинского сельского поселения.

## География
Расположена в 8 км на юго-запад от центра поселения села Микшино и в 16 км на северо-восток от районного центра Лихославля.

## История
Покровская деревянная церковь в селе была построена в 1758 году. Говорили, что ранее в полуверсте от этой церкви был монастырь Березовиц, а там икона Пиногожской Божьей Матери. От имени этой иконы село получило название Пиногощи. 
В 1863 году в селе была построена Покровская каменная церковь, а в 1876 году - вторая деревянная Троицкая церковь. Покровская церковь имела три престола: Покрова Пресвятой Богородицы, великомученика Георгия и мученика Христофора, святого благоверного князя Александра Невского и преподобного Александpa Свирского.
В конце XIX — начале XX века село входило в состав Кузовинской волости Новоторжского уезда Тверской губернии. 
С 1929 года деревня входила в состав Вышковского сельсовета Лихославльского района Тверского округа Московской области, с 1935 года — в составе Калининской области, с 1994 года — в составе Вышковского сельского округа, с 2005 года — в составе Микшинского сельского поселения.

## Население
| 1859 | 1884 | 2002 | 2010 |
| ---- | ---- | ---- | ---- |
| 103  | ↘88  | ↘49  | ↘31  |

## Достопримечательности
В деревне расположена недействующая Церковь Покрова Пресвятой Богородицы (1863).